# Erzbistum Camagüey
Das Erzbistum Camagüey (lat.: Archidioecesis Camagueyensis) ist ein auf Kuba gelegenes römisch-katholisches Bistum mit Sitz in Camagüey.

## Geschichte
Papst Pius X. gründete mit der Apostolischen Konstitution Quae catholicae religioni das Bistum Camagüey am 10. Dezember 1912 aus Gebietsabtretungen des Erzbistums Santiago de Cuba. Am 2. Februar 1996 verlor es einen Teil des Territoriums an das Bistum Ciego de Ávila.
Mit der Apostolischen Konstitution Maiori spirituali wurde es am  5. Dezember 1998 zum Erzbistum und Metropolitanbistum erhoben.

## Ordinarien

### Bischöfe von Camagüey
- Valentín Manuel Zubizarreta y Unamunsaga OCD (25. Mai 1914 – 24. Februar 1922, dann Bischof von Cienfuegos)
- Enrique Pérez Serantes (24. Februar 1922 – 11. Dezember 1948, Erzbischof von Santiago de Cuba)
- Carlos Riu Angles (11. Dezember 1948 – 10. September 1964)
- Adolfo Rodríguez Herrera (10. September 1964 – 5. Dezember 1998)

### Erzbischöfe von Camagüey
- Adolfo Rodríguez Herrera (5. Dezember 1998 – 10. Juni 2002)
- Juan García Rodríguez (10. Juni 2002–26. April 2016, dann Erzbischof von San Cristóbal de la Habana)
- Wilfredo Pino Estévez (seit 6. Dezember 2016)